# Limogeški emajl
Limogeški emajl so v Limogesu v jugozahodni Franciji proizvajali že več stoletij do danes. Obstajata dve obdobji, ko je bil evropskega pomena. Od 12. stoletja do 1370 je obstajala velika industrija, ki je izdelovala kovinske predmete, okrašene v emajlu s tehniko champlevé, od katerih je večina ohranjenih (ocenjeno na okoli 7500 kosov) in verjetno večina prvotne proizvodnje, verski predmeti kot so relikviariji.
Po stoletni vrzeli je industrija v poznem 15. stoletju ponovno oživela, zdaj specializirana za tehniko poslikanega emajla in v nekaj desetletjih naredila precej bolj posvetne kot verske dele. V francoski renesansi je bilo to vodilno središče z več dinastičnimi delavnicami, ki so pogosto podpisale ali označile svoje delo. Luksuzni kosi, kot so plošče, plakete in vrči, so bili poslikani s prefinjeno manieristično dekoracijo slikovnih likovnih prizorov, ki so bili na posodah obdani z izdelanimi obrobami.
V obeh obdobjih so največja dela pripovedni prizori. Ti ponazarjajo sloge svojih obdobij. V srednjeveškem templju je dejanje preprosto in neposredno prikazuje nekaj figur z vzorčnimi ozadji. V slikarskih delih manieristike številne figure in podrobna ozadja po navadi preplavijo dejavnost glavnih likov.
Po upadu iz leta 1630 in poznejši konkurenci porcelana je sredi 19. stoletja oživela kakovostna proizvodnja, ki je prevzela Art nouveau in druge sodobne sloge z razmeroma majhno proizvodnjo.

## Srednjeveški champlevé emajl
Limoges je bil že do 12. stoletja največje in najbolj znano, vendar ne najbolj kakovostno evropsko središče proizvodnje steklastega emajla champlevé; njegova dela so bila znana kot Opus de Limogia ali Labor Limogiae. Glavni konkurenti mesta na trgu so bile severnošpanske delavnice, delo v Limogesu pa kaže znake španskega in islamskega vpliva že zelo zgodaj; ugibalo se je, da je med obema regijama prihajalo do gibanja delavcev. Kasnejši vermikulirani slog in psevdoarabske meje sta dva primera takšnega vpliva. Nekateri zgodnji kosi emajla v Limogesu prikazujejo pas v psevdoarabski pisavi, ki je bila »ponavljajoča se okrasna lastnost v Limogesu in je bila že dolgo sprejeta v Akvitaniji«.
Champlevéjeve plošče in skrinje ali relikviariji v bakru so sčasoma skoraj množično izdelovali in so bile cenovno dostopne župnijskim cerkvam in plemstvu. Najkakovostnejše šablonsko delo pa je prihajalo iz doline Mosan, v delih, kot je na primer Triptih iz Stavelota, pozneje so Basse Taile emajlerji v Parizu, Sieni in drugod vodili na vrh trga emajlov, pogosto z osnovo iz plemenitih kovin; skoraj vse te kose so nekoč pretopili. Toda Limoges je še vedno prejemal naročila za pomembna dela za stolnice ali kraljeve pokrovitelje, zlasti v 12. in 13. stoletju, na voljo pa je bila tudi vrsta lastnih del. Industrija je bila že v zatonu do leta 1370, ko jo je brutalno opustošenje mesta po obleganju Limogesa s strani Angležev pod vodstvom Edwarda Črnega princa dejansko končalo. Do takrat so se zlatarji v večjih središčih večinoma obrnili k drugim tehnikam, kot je basse-taille.

### Tehnike
Limogeški emajl se je običajno nanašal na bakreno podlago, včasih pa tudi na srebro ali zlato. Ohranjanje je pogosto odlično zaradi žilavosti uporabljenega materiala, cenejša dela iz Limogesa na bakru pa so preživela veliko hitreje kot dvorsko delo na žlahtnih kovinah, ki so bile v določenem trenutku skoraj vse reciklirane za svoje materiale. Deli, ki niso prekriti s sklenino, so bili na splošno pozlačeni; obstajala sta dva osnovna sloga. V prvem, pogostejšem, a šele uvedenem okoli leta 1200, so bile figure pozlačene in pogosto vsaj deloma reliefne, ozadja pa so bila večinoma v barvnih emajlih. V drugi je bilo to obrnjeno in so bile figure emajlirane na pozlačenem ozadju.
Pozlačena območja so bila označena tudi z zarezanimi črtami, ki prikazujejo obraze in oblačila figur ali vzorcev na ozadju (ta je bil nazadnje znan kot vermikuliran slog). Kosi so bili pogosto okrašeni z dragulji, običajno v imitacijah iz emajla ali stekla v ohranjenih kosih, večbarvne okrogle trakove v mnogih ozadjih pa lahko razumemo kot imitacije draguljev. Od približno leta 1200 je bila modra z zlatom pozlačenih območij prevladujoča barva v paleti Limoges. V srednjeveški umetnosti je bila modra barva v drugih medijih, kot je slikarstvo, znano draga, vendar jo je bilo razmeroma enostavno doseči tako pri emajlu kot pri vitražu, katere ustvarjalci so to v celoti izkoristili.
Manjši reliefni elementi so bili večinoma izdelani z vtiskanjem v matrice, ki nosijo oblikovanje podrobnosti, kot so glave figur, ki so sicer ravne; kjer so cele figure v reliefu, so običajno narejene iz ločenega kosa bakra, ki so ga najprej potisnili od zadaj, da so dobili grobo obliko, nato pa zaključili z delom na sprednji strani. Te so bile pritrjene na glavni kos z bakrenimi zakovicami, katerih okrogle glave je običajno mogoče zlahka videti. V nekaterih delih, zlasti tistih, kot so križne glave s tridimenzionalno obliko, ki je na obeh straneh enaka, je bilo celo telo zabito v kovinske matrice, ki nosijo zasnovo. Obe strani sta bili takrat najverjetneje spajkani.

### Razvoj
Zdi se, da sta rast industrije v Limogesu in njen ugled v 12. stoletju veliko dolžna Grandmontines, redovništvu, katerega matična hiša Grandmont je bila zunaj mesta. Red je hitro narasel po smrti svojega ustanovitelja, svetega Štefana Muretskega leta 1124, pod pokroviteljstvom angleškega kralja Henrika II. Ne misli se več, da bi bila v samostanu Grandmont sama delavnica emajlov; namesto tega so bile v Limogesu pokroviteljske posvetne delavnice. Red je imel malo zemlje in je bil slab, pa tudi njegovo strogo pravilo, ki je odvračalo od porabe za umetnost; ni uporabljal monumentalne skulpture. Kljub temu so emajle pošiljali v nove hiše, ki so nastajale, predvsem v Franciji.
Papež Inocenc III. (1198–1216), ki je dvakrat obiskal Grandmont, je Limogesu naročil delo za Rim: relikviarij za njegovo naslovno cerkev in delo za svetišče svetega Petra v baziliki svetega Petra, ki je dejansko najprestižnejše okolje v zahodni cerkvi. Četrti lateranski koncil, ki ga je sklical Inocenc, je določil, da je Limogeški emajl primeren za eno od dveh piksid, ki jih mora imeti vsaka cerkev (čeprav to ni veljalo za primeren material za kelihe, ki jih katoliški predpisi na splošno še vedno zahtevajo, da so vsaj prevlečeni iz plemenitih kovin).
Drugi dejavniki pri širjenju ugleda dela Limogesa so bili, da je bil Limoges na glavni romarski poti v Santiago de Compostela, pokrovitelji pa so bili tudi vitezi templarji. Kosi so bili podarjeni vse do križarskega kraljestva Svete dežele in Skandinavije in so bili ohranjeni v Novgorodu v Rusiji.

### Uporaba
Poleg skrinj, ki so bile v celotnem obdobju velik del proizvodnje, je bilo v Limogeškem emajlu narejenih še veliko drugih vrst predmetov. Tisti, ki so bili narejeni za cerkveno rabo, so imeli boljše možnosti za ohranitev in so v zgodnjem delu obdobja verjetno prevladovali. Nekatere vrste predmetov, na primer svečniki, ki so običajno majhni z žebljičkom, in okrasni medaljoni za skrinje, imajo običajno posvetno ali nevtralno dekoracijo in so bili verjetno enaki za oba trga. V poznejšem obdobju imajo lahko drugi predmeti izrazito posvetno dekoracijo, kot so viteški prizori ali redkejši prizori dvorne ljubezni. Ovitki za verske knjige (ali vezave zakladov) so bili v celotnem obdobju številčno izdelani, običajno v parih plošč, ki so le redko ohranjene skupaj; Bog Oče in Kristusovo križanje sta skupni temi.
Drugi predmeti, ki se pojavljajo v emajlu iz Limogesa precej pogosteje kot v drugi verski umetnosti tega obdobja, so življenje svete Valerije Limogeške, lokalne junakinje, pa tudi mučeništvo svetega Tomaža Becketta, čigar kult je cerkev močno spodbujala po njegova smrt, vključno z razdeljevanjem sekundarnih relikvij (kosov oblačil, namočenih v njegovi razredčeni krvi) po Evropi. Dejstvo, da obstaja več kot dvajset Limogeških skrinj, ki prikazujejo zgodbo o Treh kraljih, je umetnostne zgodovinarje nekoliko zmedlo. Njihove relikvije so bile leta 1164 "prenesene" iz Milana v Köln, in predlagalo se je, da so bili deli zidov iz starega svetišča v Milanu na voljo kot relikvije. Pri podobnih temah so s številnimi ohranjenimi primeri upodobitve pogosto zelo podobne ali pa so razdeljene v skupine, kar nakazuje skupne zasnove in morda različne delavnice z istimi vzorci.
V 13. stoletju je obstajala moda, da imajo vrhovi elitnih grobnic emajlirano in kovinsko ploščo s podobo pokojnika, ki je bila pogosto reliefna. Dva otroka svetega Ludvika IX. (1214–1270), ki sta umrla mlada, sta imela takšne grobnice v samostanu Royaumont zunaj Pariza (zdaj v baziliki Saint-Denis) , zapisanih pa je tudi nekaj grobov škofov in velikih plemičev; le redki so preživeli francosko revolucijo. To je bil del trenda, da je delo poznega Limogesa postajalo vse bolj kiparsko, pogosto le z majhnimi dotiki emajla. Število posvetnih kosov ali tistih, ki so preživeli, se je v poznejšem obdobju povečalo, vključno s svečniki, medaljonskimi ploščami za okrasitev skrinj in drugimi stvarmi ter gemelioni, skledami za svečano umivanje rok, ki so prihajale v parih, služabniki so se prelivali roke iz ene v drugo.
- Plošča kot platnica za knjige z emajliranimi figurami iz 13. stoletja
- Tipična srednjeveška limogenska skrinja, v tem primeru krizmarij in ne relikviarij, 13. stoletje.[17]
- Detajl škofovske palice, c. 1230-tih
- Gemellion z vitezom, ki kleči pred damo, in heraldika, 2. polovica 13. stoletja. Vsa pozlata je dotrajala

## Renesančni poslikan emajl
Slikana tehnika emajliranja se je pojavila sredi 15. stoletja, morda najprej v Nizozemskih deželah, kmalu zatem pa je v času vladavine Ludvika XI. (1461–1483) sledil Limoges. Prvi pomemben mojster z imenom Monvaerni ali Pseudo-Monvaerni, za katerega je zdaj znano, da temelji na napačnem branju napisa, je deloval v zadnjih desetletjih stoletja. Sledili so mu neznani umetniki, imenovani mojster triptiha Ludvika XII., po delu v muzeju Viktorije in Alberta in mojster orléanskega triptiha, ki je pred približno 1515 ustvaril več verskih del v slogu še vedno temelji na slikarstvu dvajsetega stoletja. Ta so bila premajhna za cerkve in so se očitno uporabljala za zasebne pobožnosti, morda zlasti za pogosto za popotnike.
Tehnika je v 16. stoletju cvetela v različnih delavnicah v Limogesu in uživala v privilegijih kralja, ki ji je dal skoraj monopol v Franciji. Poleg tega so bili od časa Ludvika XI. zmožnosti pridobitve naziva mojstra v cehu emajlerjev omejene na nekaj družin s kraljevimi odloki. Emajli so bili izdelani v delavnicah, ki so pogosto trajale v isti družini več generacij in so pogosto podpisani ali pa jih je mogoče identificirati, vsaj do družine ali delavnice, z udarci na hrbtni strani plošč, pa tudi slogu.
Vsaj sprva so bili to predmeti zelo visokega statusa za prefinjen okus dvora in drugih bogatih zbirateljev, bogati meščani pa so v 1530-ih letih, ko se je industrija širila, povečali bazo strank. Za razliko od srednjeveškega Limogeškega champlevéja so bili ti emajli narejeni za trg, omejen le na Francijo, čeprav so bili nekateri kosi naročeni iz Nemčije. Medtem ko je srednjeveški champlevé tekmoval s številnimi drugimi središči po Evropi, v 16. stoletju res ni bilo drugega mesta, ki bi proizvajalo kakršno koli količino velikih slikovnih emajlov v manierističnem slogu. Nekateri kosi muranskega stekla so bili delno pobarvani v približno enakovrednem slogu.
Zdi se, da je do leta 1580 slog izginil iz mode, Bernard Palissy, ustvarjalec komplementarnega sloga v keramiki, pa je zapisal, da je »njihova umetnost postala tako poceni, da se komaj preživljajo«. Proizvodnja se je nadaljevala v 17. stoletju, vendar je po prvih desetletjih kakovost padla. V 18. stoletju je vlogo luksuznih emajliranih predmetov v veliki meri nadomestil evropski porcelan, vendar se je po nekaterih tehničnih izboljšavah slikanje z emajlom široko uporabljalo za majhne portretne miniature, pred tem pa za angleško ekscentričnost. Te so slikali v številnih večjih mestih, kjer so bile stranke, Limoges pa je igral le manjšo vlogo. Limoges je bil tudi aktivno središče poslikane fajanse, kasneje pa limoškega porcelana. 

### Slog in tehnika
Nova tehnika je izdelala kose, naslikane z zelo podrobnimi figurativnimi prizori ali okrasnimi shemami. Tako kot pri italijanski majoliki, do katere je bil na nek način Limogenski poslikan emajl pozen francoski odgovor, so posnetki po navadi črpali iz klasične mitologije ali alegorije, čeprav vključujejo verske prizore, pogosto iz Stare zaveze. Mnogi mojstri so skozi stoletje postajali hugenoti (francoski kalvinisti), nove tiskane Bibles moralisées, z ilustracijami Bernarda Salomona in drugih, pa so omogočile dostop do velikega števila pripovednih prizorov, ki prej niso bili splošno znani.
Kompozicije so bile večinoma vzete iz nemških, francoskih ali italijanskih grafik, zlasti za večje prizore z mnogimi figurami. Obrobje na večjih kosih je zelo izdelano in uporablja celotno paleto manierističnih okraskov, razpršenih po odtisih ornamentov in drugih modelih. Veliko je pasov in fantastične groteske so pogosto obravnavane kot komične. Vesele groteske, prikazane na desni, so na hrbtni strani velike posode, katere glavni obraz prikazuje svetlo obarvano upodobitev Uničevanje faraonove vojske v Rdečem morju. Oba modela sta tesno vzporedna, ne da bi bila natančno kopirana, v delih v drugih zbirkah, zlasti v Metropolitanskem muzeju umetnosti v New Yorku. Modeli temeljijo tudi na grafikah, vendar so jih emajlerji prilagodili svojim kosom.
Uvod, okoli leta 1530, sloga grizaj z večino črno-bele kompozicije se lahko zdi presenetljiv v mediju, ki se je na splošno opiral na svoj učinek na široko paleto svetlih barv, ki jih je lahko zajela le keramika medijev, na primer kovine, v katerih so bili izdelani podobni predmeti. Pogosto so bile vključene utišane druge barve, zlasti zlata in roza za meso. Morda je na črno-bele odtise vplivala črno-bela grafika, po kateri so risbe nastale in slog je bil verjetno veliko lažji. Območja grizaja so običajno nastala z žganjem sloja "črne" sklenine, pravzaprav običajno zelo temne barve murve, včasih zelo temno modre, nato pa so dodali belo plast in jo delno opraskali pred ponovnim žganjem. Nato so lahko dodali poudarke v beli, zlati ali drugih barvah.  Predmeti v grizaju so prevladovali v proizvodnji v obdobju med letoma 1530 in 1560, nato pa so jih še naprej izdelovali skupaj s večbarvnimi. Trdili so, da so bili ti deli »temni in mračni, kar odraža pesimizem, ki je prevladoval v času reformacije«.
Emajle so še vedno uporabljali na podlagah iz bakrenih plošč; konstrukcija zapletenih tridimenzionalnih oblik, ki se je pogosto uporabljala, ne bi mogla uporabiti spajkanja, ki ne bi vzdržalo temperature žganja. Tudi zadnjo stran listov bi bilo treba emajlirati, tudi če bi bilo nevidno, da bi zmanjšali upogibanje med žganjem; ta nevidna sklenina se imenuje črni emajl" in uporablja odpadni material s pobarvanih strani. Tehnika je zahtevala (če ne v grizaju) več žganj pri strogo nadzorovanih temperaturah za izstrelitev različnih barv, čeprav je dejansko potrebno število žganja v zadnjih desetletjih postalo predmet polemik. Prejšnji pisatelji so govorili o do dvajset, zdaj pa se zdi največ osem ali devet. Živosrebrna pozlata je bila uporabljena za območja zlata, zelo pogosta na mejah; ta in nekatere druge barve so bile le na kratko sprožene, kot zadnja faza.

### Umetniki
Glede na kraljeve privilegije so delavnice emajla običajno ostale v družini in so v primerjavi s slikarji precej slabo dokumentirane; različni podpisi in monogrami na delih so umetnostnim zgodovinarjem vzbujajo veliko polemik. Znaki na kovinskih okvirjih ali predmetih so lahko v pomoč pri določanju datumov. Léonard Limousin je bil najbolj znan od sedmih umetnikov emajliranja v družini Limousin, katerih podpisana in datirana dela segajo od leta 1532 do 1574. Družina Court/de Court je verjetno vključevala več Jeana Courta (aktiven 1550 -ih), Jeana de Courta (aktiven 1560 -ih in 1570, tudi uspešen slikar portretov v olju), Suzanne de Court, morda aktivna od 1570 do 1620 in Pierre Courteys (ali Courtois), ki je podpisoval dela od 1550 do 1568. Družine Pénicault, Laudin in Reymond ali Raymond (Pierre Reymond) so bile tudi ugledni emajlerji, Laudini, še posebej izraziti v 17. stoletju, kot "zadnja iskra" tradicije Limogesa.
Nekateri od teh podpisov (običajno samo začetnice) lahko predstavljajo "iz podjetja/delavnice" in ne "naslikal". Nekateri posamezni slikarji emajla so znani tudi iz določenih del, druge pa jim pripisujejo glede na njihov slog; ilustracija tukaj je iz serije o "Eneidi" "mojstra Eeneide" , ki je okoli leta 1530 naredil velik niz plošč, od katerih jih je 74 danes široko razpršenih po različnih zbirkah. Kopirajo kompozicije lesoreznih ilustracij, ki so bile najprej uporabljene v izdaji Vergilijevih del, objavljenih v Strasbourgu leta 1502, nato pa ponovno uporabljene v Lyonskih izdajah v letih 1517 in 1529; v teh je bilo 143 ilustracij Eneide in nobena od zadnjih treh knjig nima ohranjenih različic emajla. Morda so okrasili majhno delovno sobo , postavljeno v lesene obloge, kot v cabinet des emaux, ki je pripadala kraljici Katarini Medičejski ob njeni smrti leta 1589, z majhnimi emajliranimi portreti.
Serije Eneide odražajo v bistvu gotski slog kopiranih lesorezov, verjetno pa so nastale, ko je bil Léonard Limousin že v službi kralja. Njegova izpostavljenost italijanskemu slogu prve šole v Fontainebleauju je bila verjetno ključ do hitrega sprejetja sofisticiranega manierističnega sloga pri umetnikih v Limogesu, ki je vladal do konca stoletja.

### Uporaba
Emajli so bili izdelani kot svečniki, posode, vaze in hrbtni deli ogledal, pa tudi kot ravne plošče, ki jih je treba vključiti v druge predmete, kot so skrinje. Čeprav so bili zelo pogosto izdelani v oblikah za postrežbo hrane in pijače, dokazi kažejo, da jih na splošno niso uporabljali za to, ampak so jih hranili med drugimi predmeti v sprejemnih prostorih. Tako kot pri srednjeveških emajlih, ko so bili nekateri kosi očitno narejeni po naročilu, so bili drugi verjetno narejeni na zalogo za prodajo ali distribucijo na trg. Značke za klobuke so postale priljubljene, ko so se industrija in stranke širili; imenitneži so raje uporabljali tradicionalni nakit.
Največji tridimenzionalni kos, ki je ohranjen, je grizaj »namizni vodnjak«, visok 490 mm v dvorcu Waddesdon v Angliji iz leta 1552, ki naj bi bil narejen za Diane de Poitiers, ljubico Henrika II.. Vendar je to lahko »sestavljen« kos, sestavljen v 18. in 19. stoletju iz številnih kosov iz 16. stoletja, z dodanimi združenimi začetnicami Henrika in Diane.
Skrinja Sibil v zapuščini Waddesdon v Britanskem muzeju (ena boljših zbirk in vedno na ogled) je majhna zaklepna skrinjica z ogrodjem iz pozlačenega srebra in draguljev, postavljena s ploščami v grizaju z dodatki zlata in kožnimi odtenki. Predstavlja prefinjen dvorni okus okoli leta 1535 in je bila verjetno namenjena ženskim draguljem. Večina takšnih sklopov emajliranih vložkov je izgubila predmete, za katere so bili namenjeni, vendar so mnogi zdaj v nadomestnih okvirjih, ki so jih dodali pariški trgovci v drugi polovici 19. stoletja.

### Zbirke
Po dolgem obdobju, ko so jih zelo malo zbrali, je zanimanje za poslikan Limogeški emajl ponovno oživelo v prvi polovici 19. stoletja kot del splošne renesančne oživitve. Okus je naraščal do poznega stoletja, Pariz pa je bil glavni trg za zbiranje primerov iz dvorcev, po potrebi jih je popravljal z običajno drznostjo iz 19. stoletja in jih prodajal vedno bolj mednarodni skupini zelo bogatih zbirateljev. Sposobnost, ponovno pridobljena za popravila, so privedle do nekaterih ponaredkov. Umetnostni zgodovinarji so začeli rekonstruirati imena in življenjepise z zapletenimi dokazi iz podpisov in slogov [54], pa tudi imitacij v keramiki iz Francije in Anglije.
Od sredine stoletja so bile velike skupine vključene v ustrezne razstave v Parizu in Londonu, kasneje pa so zasebne zbirke večinoma prešle v muzeje; »pomembne zbirke Limogeških emajlov danes najdemo v ducatu muzejev«:
- Francija: Louvre: Musée national du Moyen Âge (prej Musée de Cluny, v bistvu champlevé), Pariz: Château d'Écouen (Musée national de la Renaissance): Mestni muzej Limoges.
- Anglija (ves London): Britanski muzej, vključno z zapuščino Waddesdon: Muzej Victoria in Albert: Zbirka Wallace
- ZDA: Frick Collection, New York: Walters Art Gallery, Baltimore: Metropolitanski muzej umetnosti, New York: Taft Museum of Art, Cincinnati.
- Rusija: Muzej Ermitaž, Sankt Peterburg.

- Triptih, konec 15. stoletja, pripisan delavnici Monvaerni
- Plaketa s podobo Vstajenje Lazarja, Jean Penicault I., začetek 16. stoletja
- Portretna plošča Lénarda Limousina za Henrika II. Navarskega
- Grizaj plošča s podobo Psiho nosi Zefir v Kupidovo palačo, Pierre Courteys, c. 1560
- Vrč, okoli 1600
- Naslikana grizaj plošča iz 17. stoletja iz velike serije za cerkev v Reimsu, Jules Laudin, c. 1663.
- Naslikana plošča iz 17. stoletja Jacquesa I. Laudina (1627-1695)
- Plošča, pripisana Jacquesu Laudinu, 17. stoletje

## Primeri

### Limogeški križ
Ta kos je osrednja plošča s križa iz prve tretjine 13. stoletja. Zdaj je v San Franciscu v Legion of Honour. Negravirano območje je pozlačeno, da pomaga pri uokvirjanju emajliranih delov. Ta križ je bil verjetno uporabljen v Opatiji sv. Marciala verjetno kot procesijski križ.

### Spitzerjev križ
Spitzerjev križ je križ, ki ga je okoli leta 1190 v Limogesu v Franciji izdelal obrtnik, znan kot "mojster delavnice Royal Plantagenet". Delo je narejeno iz bakra, vgravirano in pozlačeno ter intarzirano s champlevé limogenskim emajlom, z odtenki modre, zelene, rumene, rdeče in bele barve in prikazuje Kristusa na križu. Morda je bil narejen kot procesijski križ za opatijo Grandmont: podobni križi so v drugih zbirkah, vključno z Metropolitanskim muzejem umetnosti.

### Limogeška skrinja za relikvije
Ta skrinjica iz relikviarija prikazuje prizore iz smrti Tomaža Becketa. Tomaž Becket, nadškof Canterburyja, je bil umorjen v stolnici v Canterburyju leta 1170, domnevno na željo angleškega kralja Henrika II. Beckett je bil v treh letih po umoru razglašen za svetnika, prizori iz njegovega življenja in smrti pa so zelo hitro postali priljubljen vir navdiha za umetnike v Limogesu, in so danes na več kot 45 skrinjah. Zdaj je v San Franciscu v Legion of Honor v srednjeveških umetniških galerijah.
Becketova skrinja v Londonu (na sliki) je še en primer Limogesa; je največja ohranjena Becketova skrinja in verjetno najstarejša. Morda je bila narejen< le deset let po Becketovem umoru.
- Limogeški križ
- Spitzerjev križ, Cleveland Museum of Art
- Becketov relikviarij